# Alcée Durrieux
 (juin 2023).
Si vous disposez d'ouvrages ou d'articles de référence ou si vous connaissez des sites web de qualité traitant du thème abordé ici, merci de compléter l'article en donnant les références utiles à sa vérifiabilité et en les liant à la section « Notes et références ».
Jérôme Joseph Alcée Durrieux, dit Alcée Durrieux, né le 12 octobre 1819 à Lectoure (Gers), mort le 12 novembre 1901, est un avocat, érudit et écrivain gascon de langue d'oc.

## Biographie
Le père d'Alcée Durrieux a servi dans la Marine sous la Révolution, il est revenu presque aveugle de la bataille d’Aboukir, blessé par un éclat d’obus. Sa mère, Catherine Denjoy, est la tante d'un conseiller d'État de ce nom. Il fait des études au petit séminaire d'Auch, puis à la faculté de Droit de Paris, où il est « monté » à pied. il est reçu avocat en 1840. Il se fait rapidement une bonne renommée et épouse la fille d'un de ses confrères, ancien député de l'Oise, Émile Leroux. En 1848 il sert dans la Garde nationale.
Il adhère à la Société d'Agriculture du Gers. À Paris, il suit tous les soirs les cours d'agronomie du Conservatoire des Arts et Métiers. Il publie une série d'articles dans la Revue agricole et horticole du Gers (1858). Lors de ses retours réguliers dans sa propriété de Tulle, à Lectoure, il participe aux congrès de la société et aux travaux de commission. Il publie une Monographie du paysan du département du Gers, suivie d'une étude sur le régime des successions (1865).
En 1869, il est candidat d'opposition aux législatives dans la circonscription Condom-Lectoure. Il prône dans son Programme économique du Sud-Ouest de la France la liberté du commerce, la décentralisation politique, la construction du canal des deux mers. Il recueille 26 % des suffrages, face au candidat gouvernemental, le comte de Lagrange, qui l'emporte avec 52 %.
En 1870, il s'engage dans la Garde nationale de Paris, il a alors cinquante ans. Pendant le siège il déploie une grande énergie : le général Clément-Thomas lui épingle sa propre croix de la Légion d'honneur.
La guerre et la Commune passées, il rouvre son cabinet d'avocat. Il publie nombre de documents d'ordre juridique sur les affaires qu'il a traitées, ainsi qu'un livre sur le divorce : Du divorce et de la séparation de corps depuis leur origine jusqu'à nos jours, suivis d'un projet de loi sur la séparation de corps.
Philologue amateur, il traduit les poésies gasconnes de Pey de Garros et une pastorale de Jean de Garros, qui constituent une édition digne d'intérêt. En revanche, il s'engage sur des voies plus hasardeuses en prétendant que le gascon serait une langue gréco-celte, autrement dit gauloise, qui ne devrait rien au latin, langue forgée postérieurement. Il publie un dictionnaire étymologique de la langue gasconne, dans lequel il s'efforce, sans succès, de justifier sa théorie. Il s’agit en fait d’un assez bref lexique, précédé par l’exposé de cette théorie. Durrieux base son travail sur le gascon, mais l’entend au sens des langues romanes du Midi de la France, ce que l’on appelle aujourd’hui l’occitan.
Prenant une autre direction, Alcée Durrieux prépare deux volumes sur l'église gallicane quand la mort le surprend, en novembre 1901.
Son œuvre la plus remarquable reste cependant ses Belhados de Leytouro : les veillées de Lectoure, sous-titrées Collection de petites choses accommodées et si agréables que les friands s'en lècheront les lèvres jusqu'au nez. ensemble de chroniques dont la verve fut reconnue et saluée en son temps, rédigées en gascon et en français, parues en deux volumes en 1889 et 1892.

## Œuvres
- Las belhados de Leytouro, français-gascon, C. Lacour, 2003
- Dictionnaire étymologique de la langue gasconne avec la racine celte ou grecque de chaque mot gascon suivi du mot latin et français, Auch, G. Foix, 1899-1901, 371 p. (lire en ligne)
- Las belhados de Leytouro : amassadis de caousotos adubados é ta plan goustousos que lus gourmans s'en barboléquéran dinc'aou mus = « Les veillées de Lectoure : collection de petites choses accommodées et si agréables que les friands s'en lècheront les lèvres jusqu'au nez », Rouquette, 1892
- Du divorce et de la séparation de corps depuis leur origine jusqu'à nos jours, suivis d'un projet de loi sur la séparation de corps, Germe-Baillère, Paris, 1881
- Las belhados de Leytouro : amassadis de caousotos adubados é ta plan goustousos que lous gourmans s'en barbolèquéran dinc'aou mus ; é daouant tot aco, yo Studi sul la lenguo gascouo = « Les veillées de Lectoure : collection de petites choses accommodées et si agréables que les friands s'en lècheront les lèvres jusqu'au nez ; précédées d'une Étude sur les origines de notre patois gascon », G. Foix 1889
- Monographie du paysan du département du Gers, suivie d'une étude sur le régime des successions, Librairie agricole de la Maison rustique (1865)

## Sources
- Maurice Bordes (sous la direction de), Deux Siècles d'histoire de Lectoure (1780-1980), Syndicat d'initiative, Lectoure, 1981
- Adrien Lavergne, Alcée Durrieux, Bulletin de la Société archéologique du Gers, 1901, p. 252 Gallica